# 双界のアトモスフィア
『双界のアトモスフィア』（そうかいのアトモスフィア）は、筧ミツルによる日本のライトノベル。イラストはrefeiaが担当している。第23回ファンタジア大賞銀賞受賞作。富士見ファンタジア文庫（富士見書房）にて2012年3月から同年12月まで刊行された。

## あらすじ
50年前となる2012年12月24日、星はそれまでの世界を破壊し、異世界と出会わせ統合された。容易に行かぬ交流の末、戦争が起き、およそ30年後にようやく終結。「科学世界」と「術式世界」の共栄による新世界がはじまった。時は、2062年春、国立京学園に通う八劔姫也は市街地の巡回警護中に怪しいフードをかぶった姿の人物を発見したが、それは幼馴染のアイリスだった。

## 登場人物
八劔姫也（やつるぎ ひめや）
D.S.T日本支部に所属しながら国立京学園・高等部に通っている少年。学園ではとある事情によりある組織で分隊を組まされている。
術式世界の竜国ヴァルハラ出身だが両親は日本人で、術式の扱いに関しては得意ではない。回復力は異常なほどで、頑丈な身体を持つが、右腕に裂傷の跡がある。実は「ヤマタノオロチ」の末裔。横髪に一つヘアピンをさしている。
アイリス・リンドブルム
竜国・ヴァルハラの皇女。姫也とは幼馴染だが、ある事件以後、別れを告げられ離れ離れになっていたが再会する。

## 用語
科学世界（フィロソフィア）
科学力で発達していた世界。
術式世界（テウルギア）
術式で非科学的な現象を起こせていた世界。
術式（じゅつしき）
生態エネルギーを用いて、世界の構成素に働きかけ、構成式を紐解き使用できる、科学世界からすれば魔法であり、神の業と呼ぶべき代物。
科学世界の先祖にも似通った技術があったようだが、科学の発展によって淘汰され現存する使用者の数はわずかばかりであるらしい。
D.S.T
Dialogue and Strike Teamの略称。戦後に生まれた、術式による破壊行為や戦闘や犯罪を取り締まる特殊機関。
科学世界にも術式世界にも属さない中立の立場。
国立京学園（こくりつみやこがくえん）
学術機関ながら世界を護る為の基地として存在していて、資金を含め、D.S.Tのバックアップにより成り立っていると言って良い。
ヴァルハラ
天空に浮かぶ浮遊国家。竜が人と混じり竜人が生まれ、竜人が人と混じり生まれた竜血人種の国。

## 評価
第23回ファンタジア大賞にて銀賞を受賞した。同賞で審査員を務めた賀東招二は本作を以下のように評している。

## 既刊一覧
- 筧ミツル（著）・refeia（イラスト） 『双界のアトモスフィア』 富士見書房〈富士見ファンタジア文庫〉、全3巻
  1. 2012年3月17日発売[3]、ISBN 978-4-8291-3722-2
  2. 2012年8月17日発売[4]、ISBN 978-4-8291-3791-8
  3. 2012年12月20日発売[5]、ISBN 978-4-8291-3830-4